# Alex Weed
Alexander Wilding Weed, mais conhecido como Alex Weed (Menlo Park, Califórnia, 11 de Maio de 1980) é um ator estadunidense. Ele é talvez melhor conhecido pelos seus papéis como convidado em várias séries como Criminal Minds, Pretty Little Liars, Gilmore Girls e House MD.

## Vida e carreira
Weed co-estrelou em vários programas de TV. Por exemplo, ele interpretou serial killer Travis James no episódio 7 da 7ª temporada de Criminal Minds , intitulado "There's No Place Like Home]]". Ele também desempenhou o papel de Luke na série de comédia da web Suck and Moan, que relata a história de um apocalipse zumbi , através da perspectiva de uma comunidade de vampiros.
Ele é casado com Fiona Gubelmann, com quem co-estrelou em 2005 o filme Horror  High.

## Filmografia
| Ano       | Produção                            | Personagens           | Notas       |
| --------- | ----------------------------------- | --------------------- | ----------- |
| 2012      | Man Up                              | Karl                  |             |
| 2012      | Overnight                           | Fan #2                |             |
| 2012      | Pretty Little Liars                 | Jonah                 | 2 Episódios |
| 2012      | CSI: NY                             | Scott Perfito         | 1 Episódio  |
| 2010-2011 | Suck and Moan                       | Luke                  | 6 Episódios |
| 2011      | Criminal Minds                      | Travis James          | 1 Episódio  |
| 2011      | Victorious                          | Jack                  | 1 Episódio  |
| 2011      | Criminal Minds: Suspect Behavior    | Hank                  | 1 Episódio  |
| 2010      | Bones                               | Johnny Wizard         | 1 Episódio  |
| 2009      | Mental                              | Brian Jennings        | 1 Episódio  |
| 2009      | Penance                             | Bachelor Party Guy #3 |             |
| 2008      | The Double Born                     | Tommy                 |             |
| 2007      | House MD                            | Ian                   | 1 Episódio  |
| 2007      | Big Shots                           | Hooded Guy            | 1 Episódio  |
| 2007      | Dirt                                | Addict                | 1 Episódio  |
| 2006      | The War at Home                     | Jay                   | 1 Episódio  |
| 2006      | The Pumpkin Karver                  | Spinner               |             |
| 2006      | The Truth and Nothing But the Truth | Mitchell              | Curta       |
| 2005      | Horror High                         | Jimmy                 |             |
| 2005      | Malcolm in the Middle               | Karl                  | 1 Episódio  |
| 2005      | That's So Raven                     | Reg                   | 1 Episódio  |
| 2004      | Gilmore Girls                       | Len                   | 1 Episódio  |
| 2004      | Honeybunny                          |                       | Curta       |
| 2004      | NCIS                                | Johnny                | 1 Episódio  |
| 2004      | Mix                                 | Mitch Banko           |             |
| 2002      | Stalemate                           | Lil' Ricky            |             |
| 1999      | Frezno Smooth                       | Stoner Punk           |             |